# Местковичи
Местковичи (укр. Містковичі) — село в Новокалиновской городской общине Самборского района Львовской области Украины.
Население по переписи 2001 года составляло 378 человек. Почтовый индекс — 81426. Телефонный код — (3236)40.